# Гюрмет
„Гюрмет“ (на албански: Gjurmët, в превод „следите“) е югославска ню уейв група, създадена в Прищина през 1980 г. „Гюрмет“ е една от първите югославски рок групи, създадени от косовари, и първата ню уев група от Социалистическа автономна област Косово.
„Гюрмет“ е създадена и ръководена от Миген Келменди (вокали, ритъм китара). Групата издава само един едноименен албум, преди да се разпадне през 1986 г. През 1988, 2015 и 2019 г. членовете се събират за кратки проекти.

## История
Групата е създадена през 1980 г. от Миджен Келменди (вокали, ритъм китара), син на писателя и журналист Рамиз Келменди, вдъхновен от разрастването на югославската ню уейв сцена. Съставът на „Гюрмет“ включва още Армандо Джини (пиано, синтезатор), Томор Куршумлиу (вокали, бас китара), Газменд Хасбахта (соло китара), Петрит Риза (барабани) и Беким Дила (соло китара). През същата година групата записва първата си песен, която е първата ню уейв песен, записана в социалистическо Косово.
През 1982 г. групата записва песента Karrigat („Стол“), която Радио и телевизията на Прищина отказва да пусне поради политически свързания текст. След това групата записва песента Mikrofoni („Микрофони“), която, макар че също има политическо влияние, е приета от обществената медия.
През 1984 г. Армандо Джини се присъединява към „Гюрмет“ като кийбордист. През същата година групата записва материала за своя дебютен албум, който е издаден на следващата година като едноименен албум. Причината за забавянето е противоречивата обложка на албума. В крайна сметка албумът е издаден от Радио и телевизията на Прищина само на компактна касета, включваща снимка на групата на предната корица; на изображението Келменди гледа ръчния си часовник като коментар за забавянето на пускането. Албумът включва комбинация от ню уейв, постпънк, реге рок и фолк музика.
През 1986 г. групата се разпада, тъй като Миджен Келменди е призован за задължителна военна служба в югославската армия.
През 1988 г. членовете на групата се събират отново, само за да запишат още една песен като поклон към родния си град, Heroi i Qytetit Pa Lum („Герой от града без река“).

### След раздялата
Келменди става журналист и е шеф на редакцията на програмата Contacto на Радио и телевизия на Прищина (1988 – 1990 г.), изпълнителен продуцент на телевизия „Виктория“ в Ню Йорк (1996 г.) и на програмата „Албански сателит“ (1997 – 1999 г.), и директор на косовската телевизия (2000 – 2001). Той също така е основател на седмичното списание Epoca (1991), на литературното списание MM (1996) и на седмичния вестник Java (2001 г.). Келменди издава четири книги, включително To Change The World: A Short History of The Traces, за своята музикална кариера.
Куршумлиу завършва икономика и работи като съветник в Изпълнителния съвет на Косово. По време на премахването на автономията на Косово през 1989 г. той е уволнен от работа и се премества в Лондон. Риза получава диплома по право, но продължава музикалната си кариера и след разпадането на „Гюрмет“ като барабанист на групата „Халибанд“. Дила се дипломира като архитект. След идването на власт на Слободан Милошевич той се премества в Швейцария, живее в Женева и работи като дизайнер. Джини продължава музикалната си кариера като композитор и след идването на Милошевич на власт се премества в Хърватия.
През 2002 г. е издаден компилационен албум LP, включващ колекция от материали, записани от групата през 80-те години на ХХ век. При издаването си албумът включва и книгата на Мигджен Келменди Gjurmët LP. През 2022 г. албумът е достъпен в Интернет архива.
Групата се събира отново през 2015 г., за да изнесе концерт на 29 декември в Двореца на конгресите в Тирана, Албания. В концерта участват няколко гостуващи певци от Албания и Косово, включително рапърът MC Kresha, който ден преди концерта издава песента Era, записана в сътрудничество с „Гюрмет“.
След събирането през 2015 г. членовете на „Гюрмет“ се събират отново през 2019 г. за концерт на 12 юни в Двореца на младежта и спорта в Прищина. Средствата от концерта са предназначени за Музикалното училище „Пренк Якова“ в чест на 70-годишнината от основаването му. За концерта „Гюрмет“ получава и ключа на Прищина от кмета на града Шпенд Ахмети.

## Членове
- Миджен Келменди – вокал, ритъм китара
- Армандо Джини – пиано, синтезатор
- Томор Куршумлиу – вокали, бас китара
- Газменд Хасбахта – водеща китара
- Петрит Риза – барабани
- Беким Дила – първа китара

## Дискография

### Студийни албуми
- Gjurmët (1985)

### Сборни албуми
- LP (2002)